# Landshuter Erbfolgekrieg
Der Landshuter Erbfolgekrieg 1504/05 (auch Bairische/Bayerische Fehde oder bairisch-pfälzischer Erbfolgekrieg genannt) wurde von einem Streit um die Erbfolge in Bayern-Landshut ausgelöst, als der letzte dortige Herzog ohne männliche Nachkommen starb.

## Vorgeschichte

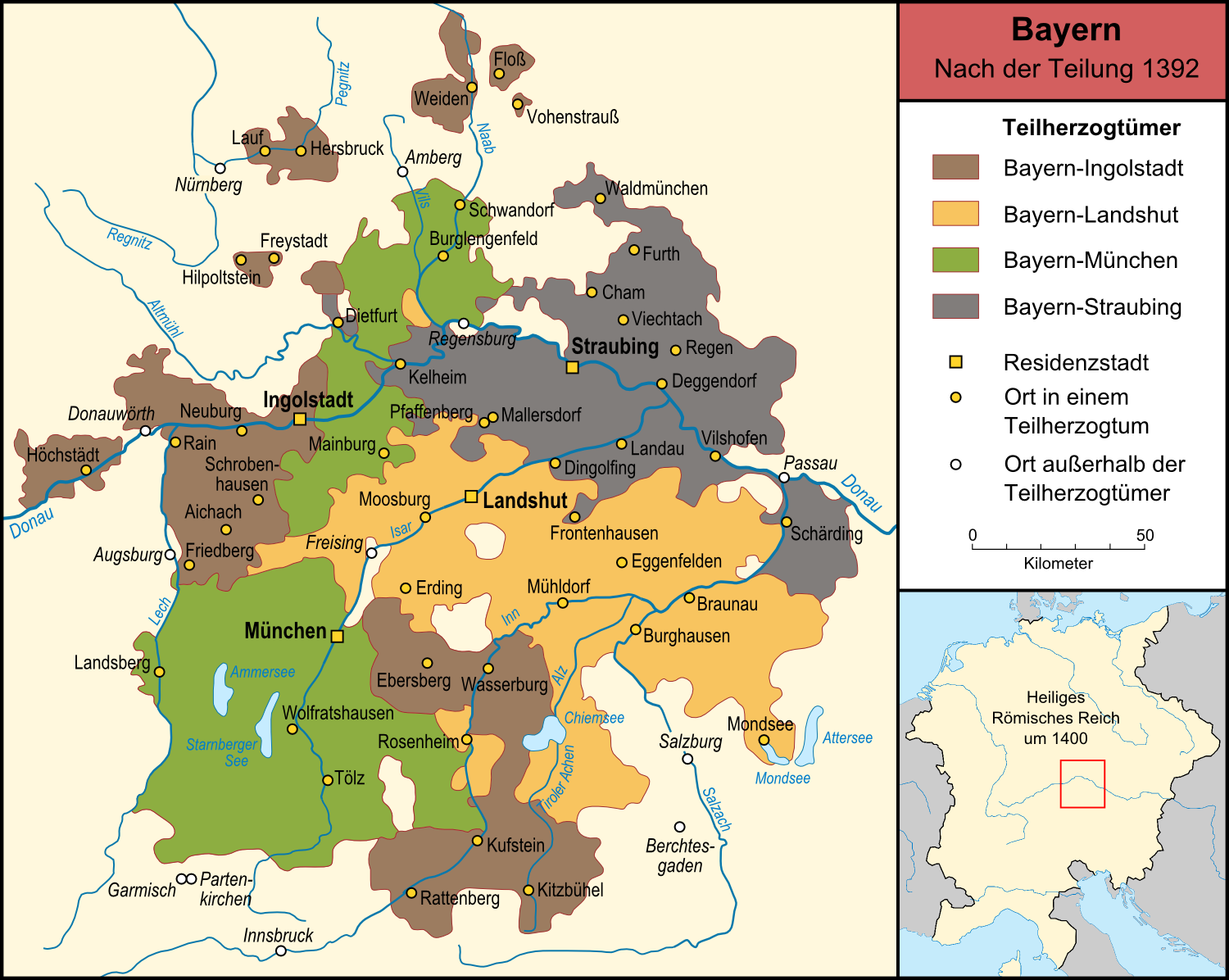
Die vier bayerischen Teilherzogtümer nach der Landesteilung von 1392

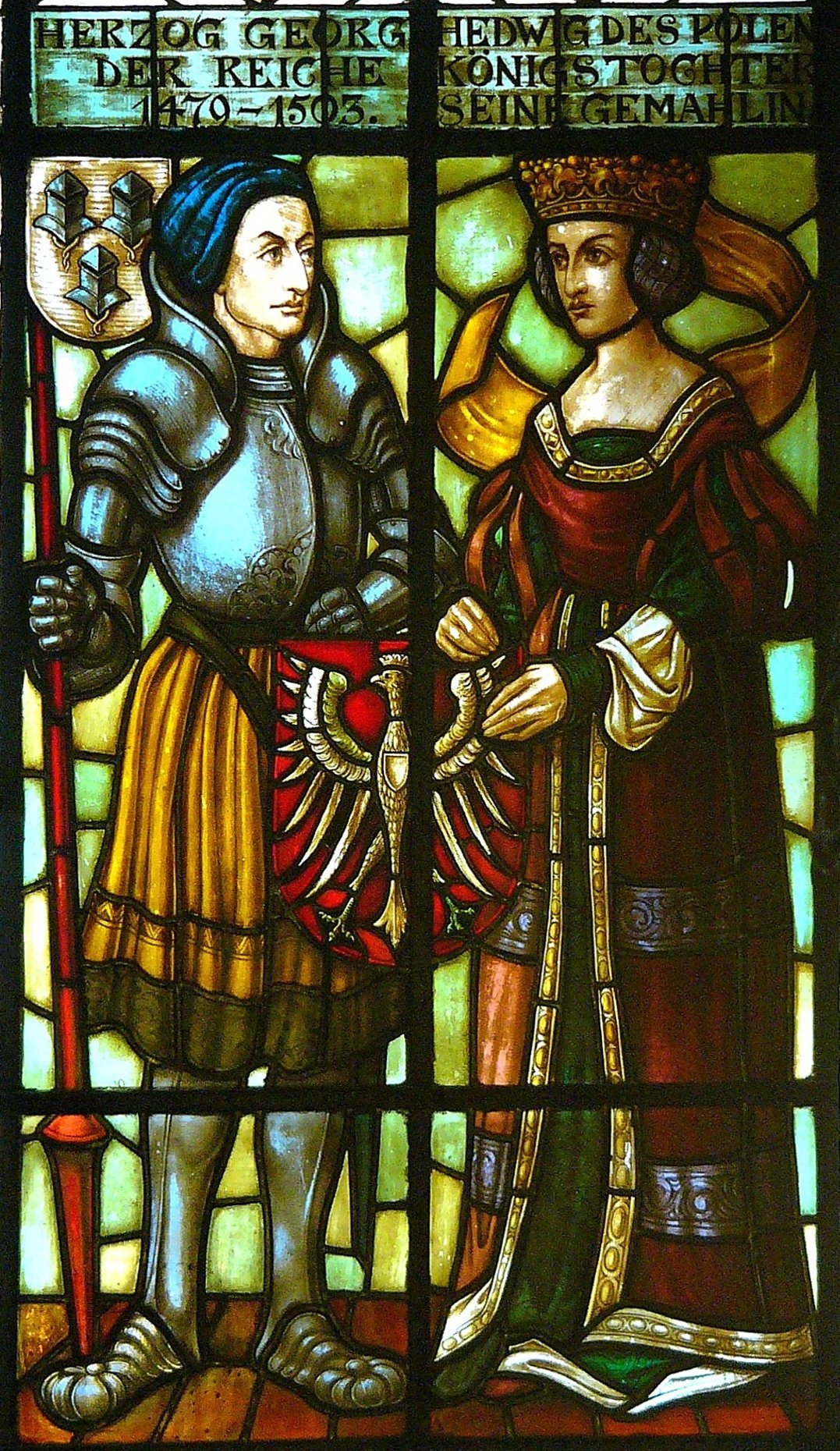
Abbildung von Herzog Georg mit Hedwig im Fenster im Haupttreppenhaus des Landshuter Rathauses

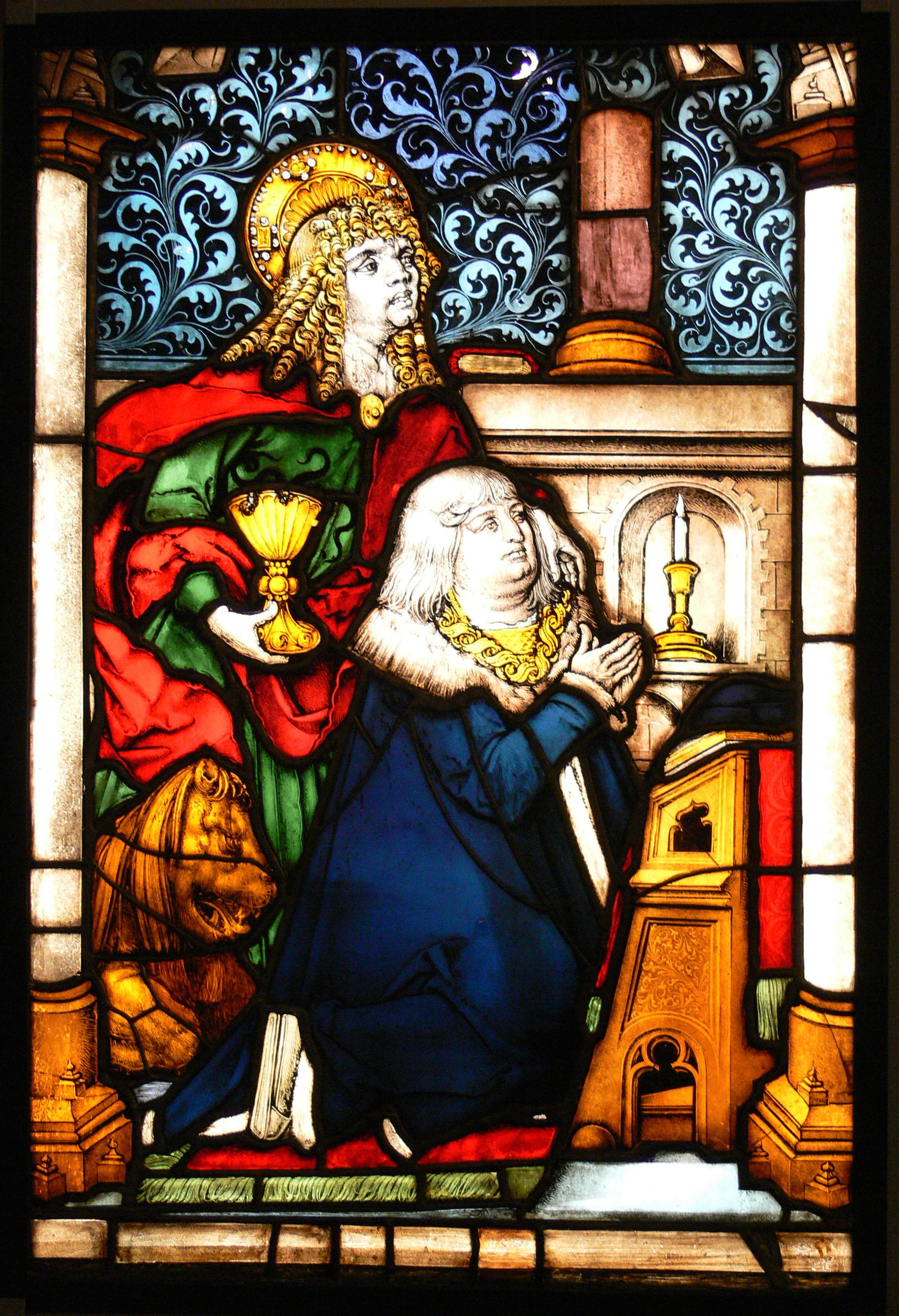
Glasfenster „Herzog Albrecht IV. von Bayern, empfohlen vom hl. Johannes“ aus der Kartause Prüll

Da Herzog Georg der Reiche von Bayern-Landshut mit seiner Frau Hedwig von Polen keinen männlichen Erben hatte, setzte er in seinem Testament vom 19. September 1496 seine Tochter Elisabeth, ihren zukünftigen Gemahl Ruprecht von der Pfalz und ihre etwaigen Söhne als Erben ein. Die Vermählung beider fand am 10. Februar 1499 statt. Elisabeth war Ruprechts Cousine. Ruprechts Mutter, Margarete von Bayern-Landshut war die Schwester von Herzog Georg dem Reichen. Georgs Erbregelung widersprach allerdings dem Wittelsbacher Hausvertrag, gemäß dem bei Aussterben einer männlichen Linie die Besitzungen an die jeweils andere Linie fallen sollten. Dieser Vertragsbruch wurde von Albrecht IV., Herzog von Bayern-München, nicht akzeptiert. Der Konflikt mündete nach Georgs Tod am 1. Dezember 1503 in den Landshuter Erbfolgekrieg, zumal Georg kurz vor seinem Tod Elisabeths Ehemann zu seinem Statthalter erklärt hatte.
Am 13. Dezember 1503 fand in Landshut ein Landtag statt, den Georg noch einberufen hatte. Durch Gesandte machte Albrecht hier seine Erbansprüche geltend, während Ruprecht, der bereits Schloss Landshut übernommen hatte, persönlich anwesend war. Dabei zeigte sich, dass viele Mitglieder, die im Löwlerbund gegen Albrecht gestanden hatten, Vorbehalte gegen ihn hatten.
Die niederbayerischen Landstände bildeten einen Regentschaftsrat und wandten sich an das Reichskammergericht, worauf König Maximilian I. die Parteien für den 5. Februar 1504 in das Augsburger Rathaus beschied. Hier und bei weiteren Treffen stellte er als Gegenleistung für seine Vermittlungsbemühungen Gebietsansprüche an beide Seiten. Im April 1504 erklärte sich Albrecht bereit, die Gerichte Kufstein, Kitzbühel und Rattenberg abzutreten, worauf Maximilian 10.000 Mann Hilfstruppen und Geldunterstützung zusagte. Am 23. April belehnte er in Augsburg die Münchner Herzöge Albrecht und Wolfgang mit Georgs Ländern.
Indessen hatten Elisabeth und Ruprecht in Landshut am 17. April den Regentschaftsrat für aufgelöst erklärt. Ruprechts pfälzische Truppen besetzten Landshut, die Residenzstadt Burghausen und mehrere andere Städte. Nachdem sich Ruprechts Vater, Pfalzgraf Philipp der Aufrichtige, auf die Seite seines Sohnes gestellt hatte, wurde der Krieg auch auf kurpfälzischem Territorium ausgetragen. Selbst die Könige von Frankreich und Böhmen sowie der Markgraf von Baden unterstützten Ruprecht, so dass er insgesamt etwa 30.000 Mann zur Verfügung hatte.
Dagegen konnte Albrecht etwa 60.000 Mann ins Feld führen. Außer Maximilians Truppen unterstützten ihn der Schwäbische Bund, Herzog Ulrich von Württemberg, Markgraf Friedrich II. und die Reichsstadt Nürnberg, die allein 5.000 Mann bereitstellte. König Maximilian erklärte über Ruprecht und seinen Vater Philipp wegen der Auslösung des Krieges am 5. Mai 1504 die Reichsacht.
Der Landshuter Erbfolgekrieg war jedoch der Endpunkt eines seit vielen Jahrzehnten innerhalb des wittelbachischen Hauses aufgebauten Konflikts. Hauptbeteiligte waren die Linien Bayern-Landshut und Bayern-München sowie König Maximilian I. aus dem Hause Habsburg. Ursprünglich vertrat eher Albrecht IV. von München einen offensiveren und riskanteren Kurs gegenüber dem habsburgischen Königshaus, aber auch die Landshuter Herzöge waren nicht habsburgfreundlich. Die traditionell enge Verbindung zwischen den Herzögen Georg und Albrecht verschlechterte sich ab 1493 rapide. Albrechts Erbfolge schien mit der Geburt seines Sohnes Wilhelm gesichert. Georg versuchte hingegen seine Erbfolge durch einen politischen Kurswechsel zu sichern: er stellte sich an die Seite der Kurpfalz, ein für Albrecht nicht zu akzeptierender Schritt. König Maximilian stellte sich auf die Seite von Albrecht, ohne jedoch seine eigenen Interessen aus dem Auge zu verlieren, die immer dem dynastischen Anspruch der Hegemonialstellung Habsburgs galten.

## Kriegsverlauf
Mit seinem eigenen 12.000 Mann Fußtruppen und 2000 Reiter zählenden Heer belagerte Albrecht ab dem 21. Juni 1504 Landau an der Isar und eroberte es nach Beschießung mit Bomben. Am 29. Juni wurde Landau niedergebrannt. Am 13. Juli kam es auf den Wiesen von Altdorf bei Landshut zum ersten größeren Gefecht zwischen Albrechts und Ruprechts Truppen, wobei der auf Seiten Albrechts stehende Götz von Berlichingen seine Hand verlor (siehe auch „Eiserne Hand“). Das Gefecht endete mit einem Sieg Albrechts. Ruprecht musste sich nach Landshut zurückziehen, wo er am 20. August an der Ruhr starb. Seine Witwe Elisabeth setzte dennoch den Krieg fort.

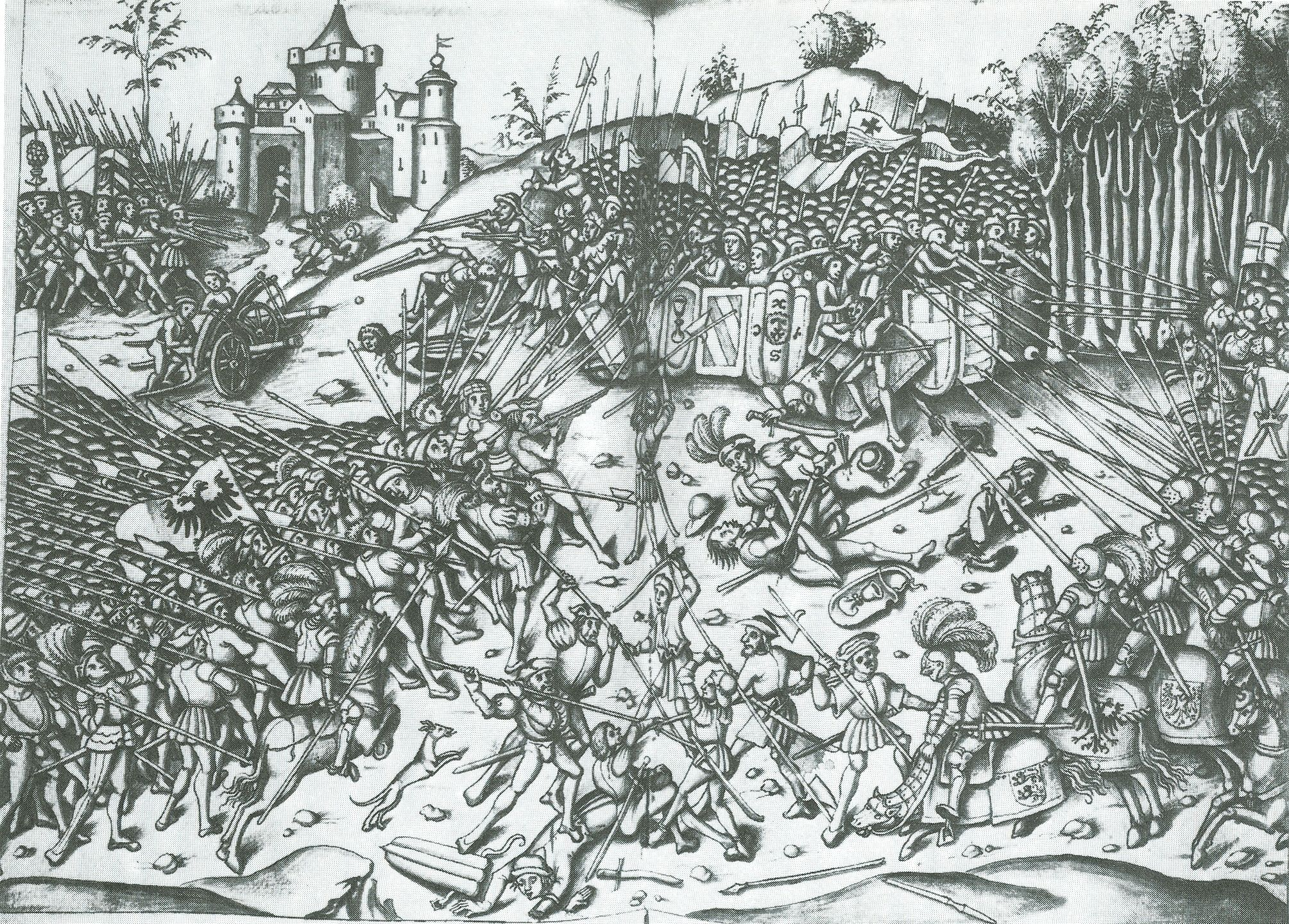
Schlacht von Wenzenbach im Codex Germanicus

Am 9. August hatten pfälzische Truppen Kufstein und etwa 14 Tage später nach heftigem Kampf Braunau eingenommen. In der Oberpfalz eroberten Markgraf Friedrichs Truppen Freystadt und verwüsteten das Kloster Waldsassen unter dem Abt Georg I. Engel. Unter dem böhmischen Feldhauptmann Balthasar Pribisch griff ein Wunsiedler Aufgebot Ebnath an. Das Dorf wurde dabei abgebrannt. Die Burg Ebnath wurde beschossen, sodass deren aus Holz gebautes oberstes Stockwerk abbrannte. Unter dem Kommando von Paul von Hirschberg und Oswald von Seckendorf widerstand die Burg aber dem Angriff. Am 8. August 1504 lagerten die Markgräflichen nach ihrem vergeblichen Versuch im Wald zwischen Neusorg und Schwarzenreuth und wurden dort von Kurpfälzern angegriffen. Nach der Überlieferung soll es 1000 Tote gegeben haben. Die Nürnberger eroberten Lauf, Hersbruck und Altdorf bei Nürnberg. Im Zuge dieses zweijährigen Krieges wurden viele Dörfer rund um Landshut niedergebrannt, darunter Ergolding. Das Dorf Haimhausen wurde am 5. August ebenfalls zerstört.
Herzog Albrecht belagerte nach seinem Sieg bei Landshut erfolglos Neuburg an der Donau. Durch die Oberpfalz rückte ein böhmisches Heer heran, doch rechtzeitig kam ein Heer Maximilians zu Hilfe, und am 12. September 1504 konnten in der einzigen größeren Schlacht des Krieges, in der Schlacht von Wenzenbach nordöstlich von Regensburg, die Böhmen durch die vereinten Heere geschlagen werden. Drei Tage nach der Schlacht starb Pfalzgräfin Elisabeth.
Im Namen deren unmündiger Söhne führten die pfalzgräflichen Räte den Krieg dennoch weiter, und es gelang ihrem Feldherrn Georg von Wisbeck, Vohburg an der Donau zu erobern. Maximilian nahm Kufstein ein, wonach sich ihm Rattenberg, Schwaz, das Ziller- und Brixental, Traunstein, Kitzbühel und Reichenhall ergaben. Wisbeck belagerte vergeblich München und brandschatzte anschließend Neumarkt, Schärding, Pfarrkirchen, Vilsbiburg und Burghausen, das völlig niederbrannte.
Auch in der Pfalz richtete der Krieg heftige Verwüstungen an, da fast alle Nachbarn des Pfalzgrafen gegen ihn Partei ergriffen und in sein Land einfielen. Am 30. August 1504 wurde das Kloster Limburg bei Bad Dürkheim durch Truppen des Grafen Emich IX. von Leiningen bis auf die Grundmauern niedergebrannt. Etwa 300 pfälzische Orte wurden zerstört. Am 10. September 1504 schloss Pfalzgraf Philipp einen Waffenstillstand. Erste Friedensverhandlungen am 10. Dezember in Mittenwald scheiterten jedoch. Am 23. Januar 1505 unterlag Wisbeck bei Gangkofen den bayerischen Truppen, am 9. Februar trat ein Waffenstillstand in Kraft.

## Ergebnisse

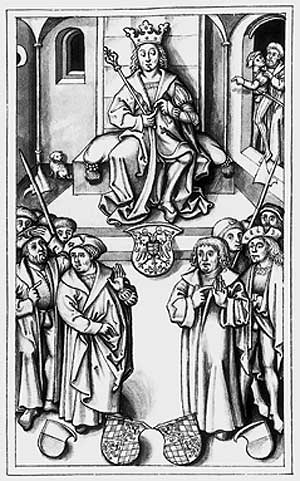
Zeitgenössische Darstellung des Kölner Schiedsspruchs

Am 30. Juli 1505 endete der Krieg mit dem Kölner Schiedsspruch des römisch-deutschen Königs Maximilian auf einem Reichstag zu Köln.
Die beiden Enkel Herzog Georgs, Ottheinrich und Philipp, erhielten die Junge Pfalz, ein zersplittertes Gebiet von der oberen Donau über Franken bis zur nördlichen Oberpfalz. Als Hauptstadt des neuen Staates wurde Neuburg an der Donau gewählt. Da die beiden Erben noch nicht volljährig waren, regierte dort Pfalzgraf Friedrich II. als Vormund. Der spätere Pfalzgraf Ottheinrich ließ Neuburg an der Donau mit gewaltigen Geldmitteln zur Residenz ausbauen. Durch Erbfolge wurde er später Kurfürst der Pfalz, wo er mit dem Ottheinrichsbau des Heidelberger Schlosses zu einem der bedeutendsten Bauherren der deutschen Renaissance aufstieg.
Das Gebiet um Kufstein, Kitzbühel und Rattenberg hatte sich Maximilian I. selbst als Preis seiner Vermittlung vorbehalten. Auch das Zillertal und das Mondseeland ging damals Bayern an die Habsburger verloren. Die Reichsstadt Nürnberg gewann bedeutende Gebiete östlich der Stadt, darunter die Ämter Lauf, Hersbruck und Altdorf. Der Rest des Gebietes von Bayern-Landshut ging an die Münchener Linie der Wittelsbacher. Auch für die Kurpfalz war der Krieg jedoch verlustreich: Infolge des Krieges gingen die elsässischen Besitzungen größtenteils an die Habsburger und weitere Gebiete an Hessen und Württemberg verloren. Sowohl die Wittelsbacher in Bayern als auch in der Pfalz hatten somit umfangreiche Gebiete verloren.
Ab 1504 wurden mit Liedern und agitatorischen Reimpaarsprüchen Gerüchte um die Ereignisse im Landshuter Erbfolgekrieg gestreut.